# Варданян, Гегам Манукович
Гега́м Ману́кович Варданя́н (арм. Գեղամ Վարդանյան; род. 29 марта 1988, Ереван, Армянская ССР) — фигурист из Армении, чемпион Армении 2005 года в мужском одиночном катании.

## Спортивные достижения
| Соревнования/Сезоны | 2003 | 2004 | 2005 | 2006 | 2007 | 2008 | 2009 |
| ------------------- | ---- | ---- | ---- | ---- | ---- | ---- | ---- |
| Чемпионаты мира     |      |      |      |      |      |      | 48   |
| Чемпионаты Европы   |      |      |      |      |      |      | 39   |
| Чемпионаты Армении  | 2    | 2    | 1    |      |      |      |      |